# Ільчишин Василь Васильович
Василь Васильович Ільчишин (нар. 17 березня 1982, с. Кобилля,  Тернопільська область) — український археолог, історик, науковець, педагог. Член Спілки археологів України (2008), Наукового товариства імені Шевченка. Виконувач обов'язків генерального директора Кременецько-Почаївського державного історико-архітектурного заповідника (від 1 листопада 2023).

## Життєпис
Василь Ільчишин народився 17 березня 1982 року в селі Кобиллі, нині Збаразької громади Тернопільського району Тернопільської области України.
Закінчив Доброводівський технічний ліцей (1999), історичний факультет Тернопільського національного педагогічного університету імені Володимира Гнатюка (2007).
У 2000—2002 роках проходив службу в армії. Працював учителем географії в Гвардійському навчально-виховному комплексі (2004—2005, с. Гвардійське на Хмельниччині), старшим науковим працівником (2005—2013), завідувачем відділу науково-охоронних робіт пам'яток археології Тернопільської обласної комунальної інспекції охорони пам'яток історії та культури. Також займався науковими дослідженнями в Литві, Чехії та Словаччині.
Науковий співробітник науково-дослідного центру «Охоронна археологічна служба України» Інституту археології України НАН України. Працював викладачем Кременецької обласної гуманітарно-педагогічної академії імені Тараса Шевченка.
Від 1 вересня 2020 року — засновник і директор Залозецького краєзнавчого музею.
1 листопада 2023 року призначений виконувачем обов'язків генерального директора Кременецько-Почаївського державного історико-архітектурного заповідника.

## Музейна діяльність
Перебуваючи на посаді:
- розроблено календар «Пам'ятки Залозецького краю»[8];
- оприлюднено цікаві факти про місцеві фігури святих[9];
- завершено інсталяцію виявлених надгробних плит на давньому єврейському кладовищі[10];
- під час розкопок у Залізцях виявили 10 людських скелетів 17 — початку 19-го століття (вересень 2020)[11].
- організував і презентував у Тернолільському обласному художньому музеї виставковий проєкт «Вишивка Залозецького краю» (2022)[12].

## Археологічна та наукова діяльність
Археологією захопився з дитинства. Від 2007 року керівник археологічних експедицій на території Тернопільської та Львівської областей.
27 лютого 2020 року в Кременецькому краєзнавчому музеї відкрив виставку «Археологічні дослідження в смт Залізці на Зборівщині у 2019 році».
Керівник:
- Мильнівської археологічної експедиції ДП «ОАСУ Подільська археологія» НАН України (2007—2012; с. Мильне Тернопільської области). Під час дослідження могильників і поселень висоцької культури було відкрито 44 поховань[2];
- Гончарівської експедиції ДП «ОАСУ Подільська археологія» НАН України (2014, 2016; біля с. Гончарівка Золочівського району Львівської области). Експедиція локалізувала один із ранніх могильників висоцької культури, дослідила поселення висоцької культури та бронзоливарну майстерню ранньоскіфського часу[17][18];
- Залозецької археологічної експедиції ДП «НДЦ ОАСУ» ІА НАН України та Залозецького краєзнавчого музею (від 2019). Експедиція досліджує давнє середмістя (XV-XVIII ст.) смт Залізців на Тернопільщині та археологічні пам'ятки на території Залозецької громади[19][20].

Учасник:
- багатьох науково-практичних конференцій на території України та за її межами (Польща, Угорщина, Словаччина, Молдова, Білорусь)[15].
- міжнародної експедиції Університету імені Адама Міцкевича в Познані та ІА НАН України, у межах проєкту «Kontynuacja i zmiana. Społeczności kurhanowe z III i II tys. przed Chr. W dorzeczu górnego Dniiestru w świetle badan multidyscyplinarnych» (2019—2021; керівник — професор П. Макаровіч);
- розкопок поховання приблизно III тисячоліття до н. е. (2020; біля с. Білий Потік, Чортківський район, Тернопільська область)[21][22].

Автор понад 40 наукових публікацій, зокрема:
- Ільчишин, В. Могильник висоцької культури біля с. Луковець на Брідщині (за матеріалами з розкопок І. П. Герети 1978 року) // Наукові записки НТШ. Серія: Праці Археологічної комісії. — Львів. — 2007. — Т. CCLIII. — С. 611—616.
- Ільчишин, В., Гошко, Т. Могильник висоцької культури біля с. Мильне на Тернопільщині // Дослідження львівського університету. Вип. 11. — Львів, 2008. — С. 130—135.
- Ільчишин, В., Дерех, О. Нові пам'ятки епохи бронзи на Тернопільщині // Тези Міжнародної наукової конференції «Східноєвропейські старожитності в добу середньовіччя». — Чернівці, 2009. — С. 25.
- Ільчишин, В. Дослідження могильника висоцької культури біля с. Мильне Зборівського району Тернопільської області у 2009 році // Археологічні дослідження України. — Київ, 2009. — С. 175.
- Ільчишин, В. Про результати дослідження багатошарового поселення Нирків ІІ, урочище Червоне Заліщицького району та Тернопільщині у 2009 році // Гомін віків: наук.-краєзн. літопис. зб. Заліщанщини. — Заліщики, 2010. — Вип. 1. — С. 19—20.
- Ільчишин, В. Про результати дослідження багатошарового поселення Нирків ІІ урочище «Червоне» Заліщицького району на Тернопільщині у 2009 році // Археологічні дослідження України. — Київ, 2009. — С. 176
- Ільчишин, В. Пам'ятки висоцької культури в околицях села Мильне на Тернопільщині / В. Ільчишин // Актуальні проблеми археології: тези Міжнар. наук. конф. на пошану І. С. Винокура (м. Кам‘янець-Подільський, 23-25 верес. 2010 р.). — Тернопіль, 2010. — С. 36.
- Ільчишин, В. Про групу пам'яток висоцької культури на півночі Західного Поділля // Археологія і давня історія України: збірник. — Київ, 2010. — Вип. 2 : Археологія Правобережної України. — С. 111—117.
- Ільчишин В., Строцень, Б. Про результати досліджень в історичній частині м. Чортків у 2010 році // Археологічні дослідження в Україні. — Київ, 2011. — С. 172.
- Ільчишин, В. Про результати досліджень могильника висоцької культури біля с. Мильне на Тернопільщині у 2010 році // Археологічні дослідження в Україні. — Київ, 2011. — С. 170.
- Ільчишин В., Ягодинська М., Строцень М., Дерех, О. Нові дослідження багатошарового поселення Заліщики III в уроч. «Ущилівка» в м. Заліщики Тернопільської області у 2009—2010 роках // Волино-Подільські археологічні студії. Вип. III. — Луцьк, 2012. — С. 118—130.
- Ільчишин, В. Дослідження пам'яток висоцької культури біля с. Мильне на Тернопільщині // Археологічні дослідження в Україні. — Київ, 2012. — С. 419—420.
- Ільчишин, В. До питання про культурну атрибутацію шару ранньозалізного віку на городищі Теребовля І // Волино-Подільські археологічні студії. — Луцьк, 2012. — Вип. 3. — С. 206—211.
- Ільчишин, В. Поселення висоцької культури Бліх ІІ на Зборівщині // Брідщина — край на межі Галичини й Волині. — Броди, 2012. — Вип. 5. — С. 9-11.
- Ilcișin V. Cu priviare la raporturire culri Vîsoțkaia cu culturile nord-pontice în bronzul târziu — perioada de început a epocii fierului // Rezumatele comunicarilor. Conferința științifică cu participare internațională «Probleme actuale ale arheologiel, etnologiel și studiului artelor». — Chișinău, 2012. — S. 16.
- Ільчишин В., Строцень, Б. Дослідження багатошарової пам'ятки Мильне V на Тернопільщині // Археологічні дослідження в Україні. — Київ, 2013. — С. 327.
- Ільчишин, В. Дослідження поселення висоцької культури Мильне V біля с. Мильне на Тернопільщині у 2011—2012 рр. // Badania archeologiczne w Polsce środkowowschodniej, zachodiej Białorusi i Ukrainie w roku 2012 (streszczenia referatow XXIX konferencji sprawozdawczej). — Lublin, 2013. — S. 23
- Ільчишин, В. Дослідження могильника висоцької культури біля с. Мильне на Тернопільщині у 2011 р. // Badania archeologiczne w Polsce środkowowschodniej, zachodiej Białorusi i Ukrainie w roku 2011 (streszczenia referatow XXVIII konferencji sprawozdawczej). — Lublin, 2012. — S. 34-35
- Ільчышын В. Крэмнеапрацоўчыя паселішчы-майстэрні высоцкай культуры. Супольнамці каменнага і бронзавага вякоў міжрэчча Віслы і Дняпра. Міжнародная навуковая канферэнцыя, прысвечаная 75-годдзю Міхала Чарняўскага. Тэзісы дакладаў (г. Мінск, 5-7 сакавіка 2013 г. Мінск. Тэхналогія, 2013. — С. 47-48.
- Ilcișin V. Vestigii din epoca bronzului târziu — Hallstattul timpuriu din așezarea de lângă s. Zelence, reg. Tarnopol (în baza materialului din săpăturile de salvare din anul 2012) // Rezumatele comunicarilor. Conferința științifică cu participare internațională «Probleme actuale ale arheologiel, etnologiel și studiului artelor». — Chișinău, 2013. — S. 19-20.
- Ільчишин В., Скакун Н., Терехина В., Матвева Б., Maczynski Р. Экспеиментально-трасологическиие исследования кремневого инвентаря из поселения Мыльно V. // Badania archeologiczne w Polsce środkowowschodniej, zachodiej Białorusi i Ukrainie w roku 2012 (streszczenia referatow XXIX konferencji sprawozdawczej). — Lublin, 2013. — S. 24.
- Ільчишин В., Матвіїшина Ж., Кушнір, А. Палеопедогенез у межах ґрунтового могильника висоцької культури біля с. Мильне на Тернопільщині // Археологічні студії. Вип. 5 — Київ-Чернівці, 2014. — С. 122—132.
- Ильчишин В., Ягодинская, М. Исследование многослойного курганного могильника Кордышев VIII на пограничье южной волыни и Подолья на западе Украины Rezumatele comunicarilor. Sesiuea ștințifikă a Muzeului național de istorie Moldovei. — Chișinău, 2014. — S. 19-21.
- Ilczyszyn W., Jagodynska, M. Badania archeologiczne w poblizu wsi Kordyszow rej. Szumsk, obw. Tarnopolski, w 2014 roku // Badania archeologiczne w Polsce środkowowschodniej, zachodiej Białorusi i Ukrainie w roku 2014 (streszczenia referatow XXXI konferencji sprawozdawczej). — Lublin, 2015. — S. 28
- Ільчишин, В. Дослідження поселення та могильника висоцької культури на Львівщині. // Археологічні дослідження в Україні. — Київ, 2015. — С. 126—129.
- Ільчишин, В. Кременеобробні поселення-майстерні висоцької культури на півночі Західного Поділля // Археологічні дослідження Львівського університету. — Львів, 2015. Випуск 19. С. 5–19.
- Ільчишин В., Войтюк, О. Розвідки в околицях с. Полуничне Радивилівського району на Рівненщині. // Археологічні дослідження в Україні. — Київ, 2015. — С. 200—202.
- Ільчишин В., Ягодинська, М. Дослідження біля с. Кордишів Шумського району Тернопільської області. // Археологічні дослідження в Україні. — Київ, 2015. — С. 219—220.
- Ільчишин, В. Поховання коней епохи бронзи в кургані біля Гусятина // ВІСНИК РЯТІВНОЇ АРХЕОЛОГІЇ (ACTA ARCHAEOLOGIAE CONSERVATIVAE). — Львів: НДЦ «Рятівна археологічна служба» ІА НАН України, 2016. — Вип. 2. — С. 77-90.
- Ильчишин В. Кубки «Белозерского» типа в керамичечком комплексе Высоцкой культуры // Culturi, Procese și Contexte în Arheologie. Volum omagial Oleg Levițki la 60 de ani / editori: Livia Sîrbu, Nicolae Telnov, Larisa Ciobanu, Ghenadie Sîrbu, Maia Kașuba — Chișinău, 2016. — S. 174—177.
- Ільчишин, В. Комарівський горизонт багатошарового курганного могильника Кордишів VIII на Шумщині // Матеріали і дослідження з археології Прикарпаття і Волині. Львів — 2016. — Вип. 20. — С. 259—272.
- Ільчишин В., Ягодинська, М. Дослідження біля с. Кордишів Тернопільської області. // Археологічні дослідження в Україні. — Київ, 2016. — С. 180.
- Ильчишин В. Погребение коней в кургане эпохи бронзы около Гусятина Тернопольской области (по результатам спасательных исследований 2015 года) // Revista Arheologică. 2017, nr. 1-2(13), pp. 104–110.
- Ільчишин, В. В'ячеслав Ілліч Канівець: сторінки життя // Матеріали і дослідження з археології Прикарпаття і Волині. Львів — 2017. — Вип. 21. — С. 120—131.
- Ільчишин В., Гречко, Д. Дослідження бронзоливарної майстерні ранньоскіфського часу біля села Гончарівка Золочівського району на Львівщині. // Археологічні дослідження в Україні. — Київ, 2017. — С. 127—129.
- Ильчишин В., Ковбаса, В. Исследования объектов Первой мировой войны на территории пгт Заложцы Тернопольской области в западной Украине // Биоархеологические и этнокультурные исследования в Юго-Восточной Европе. — Crihana Veche (Kahul), 2019 — C. 69-71.
- Ільчишин, В. Дослідження історичного ареалу селища Залізці на Тернопільщині // Археологічні дослідження в Україні. — Київ, 2020. — С. 269—271.
- Ільчишин В., Ковбаса, В. Розвідки на території Зборівського району // Археологічні дослідження в Україні. — Київ, 2020. — С. 271—273.
- Ільчишин В., Ягодинська, М. Дослідження могильника біля с. Кордишів // Археологічні дослідження в Україні. — Київ, 2020. — С. 274—277.
- Ільчишин В., Ольговський, С. Тимчасовий пункт ливарного ремесла на Львівщині і деякі питання металообробки в ранньому залізному віці // Сіверщина в історії України: Зб. наук. пр. — К.: Глухів, 2021. — Вип. 14. — С. 102—104.
- Ilchyshyn V., Pospieszny Ł., Makarowicz P., Lewis J., Gorski J., Taras H., Włodarczak P., Szczepanek A., Jagodinska M., Czebreszuk J., Muzolf P., Nowak M., Polanska M., Juras A., Chylenski M., Wojcik I, Lasota A., Romaniszyn J., Tunia K., M. Przybyła M., Grygiel R., Matoga A., Makowiecki D., Goslar, T. Isotopic evidence of millet consumption in the Middle Bronze Age of East-Central Europe // Journal of Archaeological Science. Volume 126, February 2021, 105292. — S. 16
- Ilchyshyn V., Makarowicz P., Goslar T.., Gorski J., Taras H., Szczepanek A., Pospieszny Ł., Jagodinska M., Włodarczak P., Juras A., Chylenski M., Muzolf P., Lasota A., Matoga A., Nowak M., Przybyła M., Marcinkowska-Swojak M., Figlerowicz M., Grygiel R., Czebreszuk J., Kochkin, I. THE ABSOLUTE CHRONOLOGY OF COLLECTIVE BURIALS FROM THE 2ND MILLENNIUM BC IN EAST CENTRAL EUROPE // Radiocarbon, Vol 00, Nr 00, 2021, p. 1–24.
- V. Ilchyshyn, E. Pasicka, D. Makowiecki. An Elite Bronze Age Double-Horse Burial from Western Ukraine and the Chariot Package Dissemination // Journal of Field Archaeology. — 2022.

## Нагороди
- подяка прем'єр-міністра України (26 грудня 2022) — за вагомий внесок у забезпечення охорони культурної спадщини, сумлінну працю, високий професіоналізм та активну громадську позицію[23].